# 1896 en sport automobile
Chronologie du Sport automobile
1895 en sport automobile - 1896 en sport automobile - 1897 en sport automobile
Les faits marquants de l'année 1896 en Sport automobile

## Par mois

### Avril
- 26 avril : Bordeaux-Langon est la première course automobile de l'année. Abel Bord s'impose sur une Peugeot.

### Mai
- 14 mai : Première excursion automobile organisée par l’Automobile Club de France, l'évènement est couvert par plusieurs photographes dont M. Gaumont et M. Lumière et en ressortira une projection animée muette en noir et blanc d'une minute.
- 24 mai : Bordeaux-Agen-Bordeaux est un aller-retour de 302 km. Gaston Bousquet s'impose sur une Peugeot.
- 30 mai : New York-Irvington de 25 miles est remporté par Frank Duryea.

### Juillet
- 11 juillet : Le Meeting de Spa est la première compétition automobile de Belgique.

### Septembre
- 7 septembre : première course automobile sur circuit aux États-Unis (Rhode Island State Fair).
- 24 septembre - 3 octobre : course automobile Paris-Marseille-Paris. À cette occasion, Émile Levassor est victime d’un accident grave entraînant son décès quelques mois plus tard. Levassor est la première victime du sport auto.

### Novembre
- 14 novembre : course automobile anglaise entre Londres et Brighton. Léon Bollée s'impose sur une Bollée.

## Naissances
- 21 mars : Ernst Burggaller, pilote automobile et  pilote moto allemand.  († 2 février 1940).
- 6 septembre : Karl Ebb, homme d'affaires finlandais athlète, skieur alpin et pilote automobile. († 22 août 1988).
- 22 septembre : Henry Segrave, pilote automobile britannique. († 13 juin 1930).

- 6 décembre : Cliff Bergere, pilote automobile américain, cascadeur de profession, († 18 juin 1980).
- 24 décembre : Harry Hartz, pilote automobile américain des années 1920, devenu directeur d'écurie durant les années 1930, († 26 septembre 1974).